# 38050 Bias
38050 Bias este o planetă minoră (asteroid), cu un diametru de 61,603 km, din Asteroid troian al lui Jupiter. A fost descoperită pe 10 noiembrie 1998 la Experimental Test Site⁠(d) de Lincoln Near-Earth Asteroid Research și a fost numită după Bias, athenian soldier⁠(d). 
Obiectul prezintă o orbită caracterizată de o semiaxă mare de 5,201669 UAi, o excentricitate de 0,0755, o înclinație de 28,54362 ° în raport cu ecliptica.